# Râul Gruiu, Gilort
Râul Gruiu este un curs de apă, afluent al râului Setea Mică. 

## Hărți
- Harta Munților Parâng [nefuncțională – arhivă]